# Windows Live Mesh
Windows Live Mesh（ウィンドウズ ライブ メッシュ）はマイクロソフトが提供していたファイル同期サービス。旧称「Windows Live Sync」。
元は2002年に設立された米FolderShare社が提供するFolderShareというサービスだったが、2005年にマイクロソフトが同社を買収し、Windows Live FolderShareとなった。その後、2008年にLive Syncに移行した。これは当時のWindows Live おすすめパック（後のWindows Essentials）には含まれておらず、単体での提供となっていたが、おすすめパックに含まれていたWindows Live フォト ギャラリーの同期機能として組み込まれていた。2010年にリリースされたWindows Live Essentials 2011にて、Live Meshと統合されて現在の名称になった。
無料のサービスであるが、利用にはWindows Live ID（現：Microsoft アカウント）が必要。
同期はP2P、すなわち片方のPCから別のPCに直接ファイルが転送される形で同期が行われる。そのため、サーバを介して同期するサービスと比べて、一般的に転送速度で勝る。その一方で、両方のコンピュータが起動していないと同期ができないという欠点も存在する。
自分のPC間の同期、バックアップのほか、他人とファイルを共有することもできる。
PC間で同期できる容量には制限はないが、Live Syncではフォルダ数は20であり、またそれぞれのフォルダにつき20000ファイルまでという制限があった。これらの制限はバージョン2011では緩和されている（具体的な上限値は不明）。
2013年2月13日にサービス終了。以降は、SkyDrive（現：Microsoft OneDrive）を使うことをマイクロソフトは推奨している。ただし、SkyDriveは上位バージョンというわけではなく、SkyDriveでは実現できない機能も存在する。

## SkyDrive との同期
バージョン2011からはSkyDrive（現：Microsoft OneDrive）上に設けられた「SkyDrive同期ストレージ」という5GBの専用領域と同期する機能も備えた。これによって、前述の欠点は部分的ながら解消されている。なお、従来のSkyDriveのフォルダーとは同期できない。
同期ストレージはSkyDriveの従来の領域である25GBとは別に確保され、1ファイルあたり50MBの制限もない。また、SkyDriveのWebインターフェースを用いて同期ストレージ上のファイルをダウンロードすることはできるが、閲覧、オフィス文書の編集、アップロード等はできない。

## 参照
1. ↑  米Microsoftが米FolderShareを買収，「Windows Liveにファイル同期技術を組み込む」
2. ↑  https://www.itmedia.co.jp/news/articles/0811/22/news003.html